# Radonić (miasto Szybenik)
Radonić – wieś w Chorwacji, w żupanii szybenicko-knińskiej, w mieście Szybenik. W 2011 roku liczyła 79 mieszkańców.